# Осада Каркассона
Осада Каркассона — одно из ключевых событий Альбигойского крестового похода. Продолжалась с 1 по 15 августа 1209 года, в результате город был захвачен крестоносцами.

## Начало крестового похода
В течение почти полувека катаризм развивался в Окситании, что вызывало беспокойство религиозных властей. Наконец, папа римский Иннокентий III послал своего легата Пьера де Кастельно к графу Тулузы Раймунду VI с требованием, чтобы тот принял меры против еретиков на своих землях, но тот, раздражённый высокомерием папского посланника, отказался его слушать. Тогда папский легат отлучил графа от церкви. Однако 14 января 1208 года при попытке покинуть регион и вернуться в Рим Пьер де Кастельно был неожиданно убит. После этого папа провозгласил крестовый поход против катаров.
Многие французские феодалы откликнулись на призыв, и весной 1209 поход начался. Раймонд VI Тулузский тут же отправил папе послание, в котором выразил горячее раскаяние и сам присоединился к крестовому походу. Крестоносцы направились в земли виконта Раймунда Роже Транкавеля.
Последний полагался на город Безье, чтобы остановить крестоносцев. Стены его были достаточно прочными, а сам город был достаточно снабжён и вооружён, чтобы выдержать штурм в течение сорока дней. Дело в том что, любой крестоносец, чтобы подтвердить участие в походе и получить его привилегии, должен был отслужить в нём сорок дней военной службы, и виконт Транкавель ожидал уменьшения количества крестоносцев в армии по истечении этого срока. Но неосторожность некоторых горожан, устроивших неудачную вылазку, привела к тому, что 22 июля 1209 года Безье был взят, разграблен и сожжён, а его население почти поголовно перебили, наведя ужас на всю Окситанию.
После этого немалое количество окситанских городов и феодалов предпочли прекратить сопротивление и присоединиться к крестоносцам, которые 26 июля покинули руины Безье и направились к городу Каркассон.

## Осада

### Прибытие крестоносцев
Обычно Каркассон имел население от трёх до четырёх тысяч жителей, но теперь оно увеличилось, так как многие крестьяне, спасаясь от крестового похода, укрылись в городе. Крестоносцы подошли к Каркассону во второй половине дня в субботу 1 августа и разбили лагерь недалеко от его стен. Раймунд Роже, воспользовавшись беспорядком в лагере, сначала хотел сделать вылазку, но лорд Пьер Роже де Кабаре отговорил его, желая избежать ошибки, из-за которой пал Безье. Воскресенье 2 августа прошло без значимых событий.
На рассвете 3 августа крестоносцы напали на Бург, одно из отдалённых поселений Каркассона. Накануне Транкавель эвакуировал его, потому что его было слишком трудно защищать, поэтому захват и сожжение Бурга не поставили под угрозу оборону города. В тот же день крестоносцы заняли левый берег реки Ода, перекрыв городу водоснабжение, Транкавель не пытался их остановить.

## Посредничество Педро II
Вскоре после этого Педро II, король Арагона, прибыл в лагерь крестоносцев у Каркассона. Будучи графом Барселоны, король был формальным сюзереном Транкавеля, и армия, вторгнувшаяся в регион, где он собирался усилить влияние, совсем не входила в его планы. Его целью было сделать так, чтобы война прекратилась как можно скорее, а крестоносцы вернулись на север, поэтому он решил выступить посредником. При этом он не желал ссориться с церковью.
В лагере крестоносцев он сразу же отправился к Раймонду VI, своему зятю. Затем он испросил у папского легата Арнольда Амальрика разрешения пойти в город и поговорить с Транкавелем. Легат согласился, надеясь сэкономить время, если королю удастся убедить виконта в бесполезности сопротивления. Педро II въехал в город в сопровождении трёх рыцарей. Транкавель заявил о зле, которое крестоносцы причинили его землям, и просил короля о  помощи, поскольку любой сюзерен должен защищать вассала. Педро II посетовал виконту на малое число своего войска и напомнил ему, что папа просил его участвовать в походе против еретиков, а тот этого не сделал. В конце концов виконт согласился, чтобы Педро II договорился о капитуляции на лучших условиях. Однако король неожиданно столкнулся с непримиримостью Арнольда Амальрика, который потребовал безоговорочной капитуляции, соглашаясь только на свободу Транкавеля и одиннадцати его рыцарей. Транкавель отказался от этого предложения, заявив, что он лучше предпочтёт погибнуть со своим народом, чем принять такой позор. Ничего не добившись, король 6 августа отправился обратно в Арагон.

## Взятие города
7 августа крестоносцы напали на другой пригород Каркассона, Кастеллар. Одни из них забросали ров вязанками хвороста, а другие проникли по ним в Кастеллар под градом камней, арбалетных болтов и стрел, но тем не менее крупные потери заставили их отступить. Тогда крестоносцы установили осадные машины и принялись бомбить пригород. На бастионе открылся прорыв, и французы снова вторглись в Кастеллар. Защитников оттеснили в город. Получив подкрепление из Каркассона, они попытались контратаковать, но безрезультатно.
В последующие дни в городе начала ощущаться нехватка воды. Колодцы пересохли, а берег реки контролировался крестоносцами. 14 августа посланник крестоносцев подошёл к городу во главе делегации из тридцати рыцарей и заявил о желании говорить с Транкавелем. Тот отправился в лагерь крестоносцев для переговоров, но был взят в заложники. Угрозами его заставили гарантировать сдачу города на следующий день. 15 августа все жители Каркассона должны были покинуть город, надев только свою одежду и оставив все имущество, в том числе оружие и лошадей. Но, согласно Пьеру Во-де-Серне, их выгнали из города практически нагими, «в одних сорочках и портках».

## Итоги
После взятия города Арнольд Амальрик не освободил виконта Транкавеля, а бросил его в тюрьму, несмотря на проявленную им лояльность. Некоторые рыцари возроптали против недостойного обращения с виконтом, но никто не осмелился в открытую противостоять легату. Транкавель умер в тюрьме 10 ноября 1209 года. Виконтесса и её сын нашли убежище в графстве Фуа, но Раймонд II Транкавель прожил жизнь в изгнании до 1247 года. Многие жители Каркассона разбежались и укрылись в Тулузе или Испании.
После обсуждений и переговоров титул виконта Каркассона отдали Симону IV де Монфору, который стал во главе войска крестоносцев, после добровольного ухода Амальрика. Крестовый поход на время был приостановлен, и многие рыцари начали возвращаться домой, прослужив сорок дней службы.  

## В искусстве
- Осада Каркасона изображена в историческом мини-сериале «Лабиринт» (2012).